# Aeroportul Sabana de la Mar
Aeroportul Sabana de la Mar (IATA: SNX, ICAO: MDSB) este un aeroport din Sabana de la Mar⁠(d), Hato Mayor⁠(d), Republica Dominicană.
Situat la o altitudine de 3 m, aeroportul dispune de o singură pistă.